# Les Huttes
Les Huttes is een gehucht van de Franse stad Grevelingen in het Noorderdepartement. Het ligt ten noordoosten van het stadscentrum, net buiten de stadswallen, tot een kilometer ver langs de weg naar Duinkerke.
Les Huttes werd voor het eerst vermeld in 1747, als Village des Huttes.

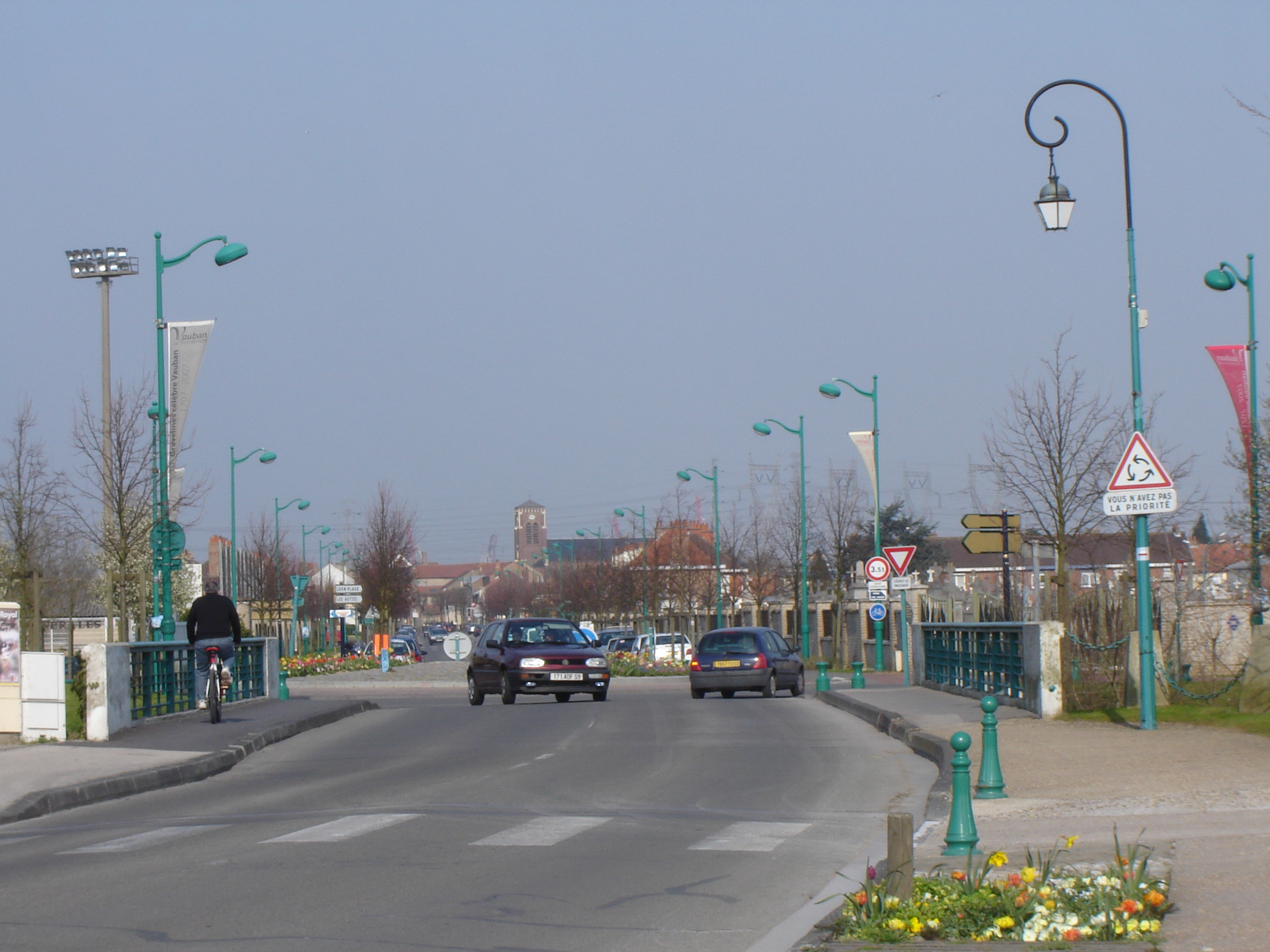
Zicht op Les Huttes vanaf het stadscentrum

## Bezienswaardigheden
- De Sint-Thomas van Canterburykerk (Église Saint-Thomas Becket) van 1906
- De windmolen Moulin Lebriez of Moulin des Huttes